# Insenatura

Schematizzazione di un'insenatura

Un'insenatura, o seno, è una rientranza di un tratto di costa del mare, della riva di un lago o più raramente delle sponde fluviali. Le sue dimensioni sono relative al sistema che si va considerando, potendo essere esteso (il Golfo del Bengala è un'insenatura dell'Oceano Indiano) o minuto, come quando si parla di una cala o calétta.
Insenatura è il termine più generico per descrivere una massa d'acqua che penetra entroterra; esistono diversi altri termini con significati più specifici, tra i quali non esiste un confine preciso, e spesso il fatto che un particolare toponimo si chiami in un modo o nell'altro dipende solo dalle convenzioni storiche (ad esempio la Baia di Hudson è ben più grande del Golfo di Napoli). Alcune forme di insenatura:
- fiordo - stretto braccio che inonda un'antica valle glaciale o fluviale
- ría - formatasi per abbassamento della costa e allagamento della valle di un fiume
- cala (diminutivo calétta) - insenatura molto aperta ma poco estesa e poco profonda, adatta in particolare come rifugio per piccole navi[1]
- porto - struttura artificiale
- golfo - più o meno accentuato e poco profondo
- baia - generalmente più piccola del golfo e penetrante in profondità nell'entroterra
- laguna - bacino marino con acqua salmastra, separato dal mare da un cordone litoraneo
- firth - termine scozzese per fiordo
- sound - termine germanico per insenatura, fiordo o stretto